# إمرسون إلكتريك

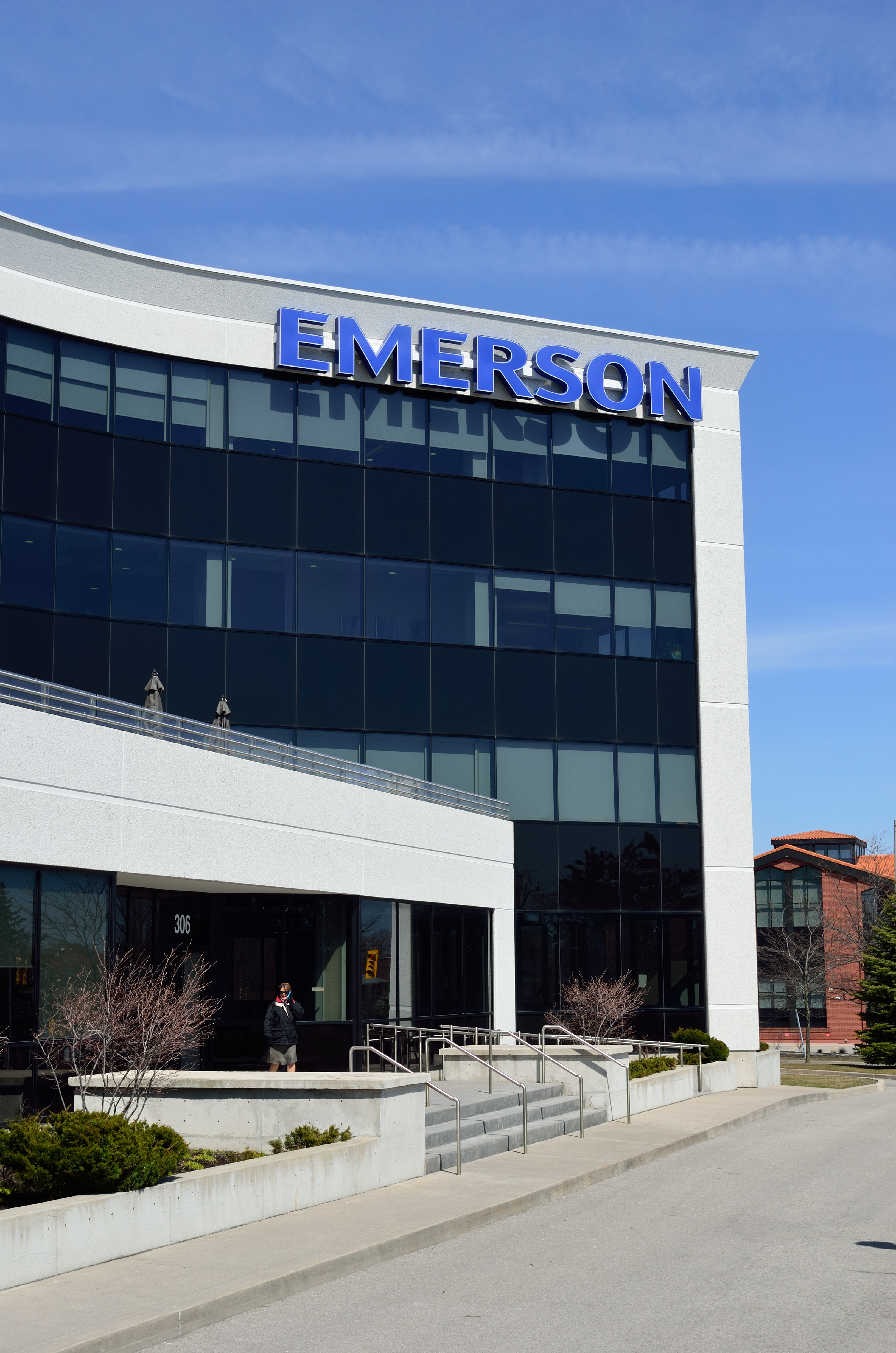
مكتب إيمرسون الكهربائي

شركة إمرسون إلكتريك . هي شركة أمريكية متعددة الجنسيات مقرها في فيرجسون ، ميسوري ، الولايات المتحدة.  تقوم شركة فورتشين 500 بتصنيع المنتجات وتوفير الخدمات الهندسية لمجموعة واسعة من الأسواق الصناعية والتجارية والاستهلاكية. يعمل فيها ما يقرب من 76،500 موظف  و 205 موقع تصنيع في جميع أنحاء العالم.

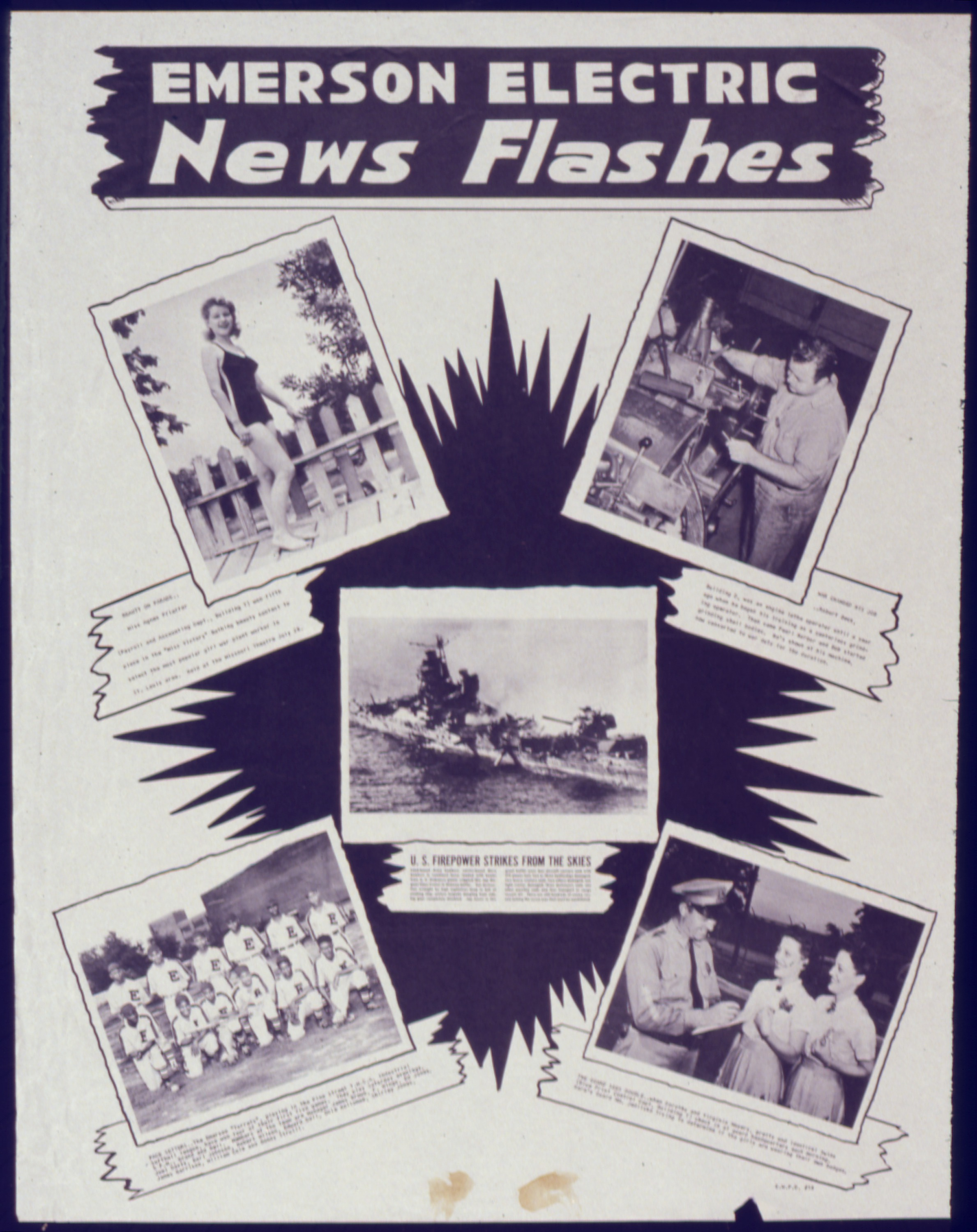
أخبار إيمرسون الكهربائية ومضات ، الحرب العالمية الثانية

## روابط خارجية
- موقع شركة إمرسون إلكتريك
- شركة ليبرت - موقع الشعبة
- أسكو باور تكنولوجيز - موقع الشعبة
- ايمرسون لتكنولوجيا المناخ - موقع الشعبة
- ضواغط التمرير الرقمي